# Bató de Dardània
|  | Aquest article tracta sobre un cap dàlmata. Vegeu-ne altres significats a «Bató». |

Bató de Dardània o Bato, fou un cap dàlmata de Dardània.
Fou fill de Longar, i es va unir l'any 200 aC a la república romana durant la Segona guerra macedònica contra el rei Filip V de Macedònia.